# ГЕС Бассі
ГЕС Бассі (Ухл II) — гідроелектростанція на півночі Індії у штаті Гімачал-Прадеш. Знаходячись між ГЕС Шанан та ГЕС Ухл III, входить до складу дериваційного каскаду, який живиться ресурсом із річки Ухл, правої притоки річки Біас (впадає праворуч до Сатледжу, найбільшого лівого допливу Інду).
Ресурс із Ухл перекидається в долину ще однієї правої притоки Біасу річки Neri Khad, на правому березі якої розташований машинний зал станції верхнього рівня Шанан (Ухл І). Відпрацьована останньою вода подається до дериваційної системи ГЕС Бассі, основним елементом якої є тунель довжиною 3,9 км з діаметром 3,4 метра. Траса при цьому одразу перетинає Neri Khad та далі прямує її лівобережжям до верхнього балансувального резервуару з об'ємом 2,5 тис. м3. Звідси по схилу спускаються два напірні водоводи довжиною понад 1 км кожен з діаметром 1,3 метра. На завершальному етапі вони знов перетинають Neri Khad, розгалужуються на чотири та постачають ресурс у зведений на її правобережжі машинний зал.
Основне обладнання станції становлять чотири турбіни типу Пелтон, які первісно мали потужність по 15 МВт та були модернізовані до показника у 16,5 МВт. Гідроагрегати використовують напір 336  метрів.
Відпрацьована вода спрямовується у дериваційну систему станції Ухл III.